# Pizzo dell’Asino
Der Pizzo dell’Asino ist ein 1272 m hoher Berg in den italienischen Voralpen. Er liegt auf dem Gebiet von Faggeto Lario im Triangolo Lariano zwischen den südlichen Armen des Comer Sees.